# نيل إل. أندرسن
نيل إل. أندرسن (بالإنجليزية: Neil L. Andersen)‏ هو مبشر أمريكي، ولد في 9 أغسطس 1951 في لوغان في الولايات المتحدة.